# Triethylenglycol
Triethylenglycol ist eine chemische Verbindung, die zur Stoffgruppe der Glycole gehört.

## Herstellung
Triethylenglycol wird durch die Ethoxylierung von Diethylenglycol hergestellt. In der Regel fällt es als Nebenprodukt der Ethylenglycol-Herstellung an.

## Eigenschaften
Triethylenglycol ist eine farblose Flüssigkeit, die unter Normaldruck bei 291 °C siedet. Die Dampfdruckfunktion ergibt sich nach Antoine entsprechend log10(p) = A−(B/(T+C)) (p in bar, T in K) mit A = 6,7568, B = 3715,222 und C = −1,2995 im Temperaturbereich von 387 bis 551 K. Die Wärmekapazität beträgt bei 25 °C 327,6 J·mol−1·K−1 bzw. 2,181 J·g−1·K−1.
Triethylenglycol ist eine sehr schwer entzündbare Flüssigkeit. Die Verbindung bildet erst bei höheren Temperaturen entzündliche Dampf-Luft-Gemische. Sie hat einen Flammpunkt bei 177 °C. Der Explosionsbereich liegt zwischen 0,9 Vol.‑% (55 g/m3) als untere Explosionsgrenze (UEG) und 9,2 Vol.‑% (580 g/m3) als obere Explosionsgrenze (OEG). Die Zündtemperatur beträgt 370 °C. Der Stoff fällt somit in die Temperaturklasse T2.

## Verwendung
Es findet als Lösungsmittel in der Chemie nur begrenzt Anwendung. Aufgrund seines hohen Siedepunktes wird es für Reaktionen, die bei hoher Temperatur (> 200 °C) ablaufen, wie zum Beispiel der Wolff-Kishner-Reaktion, eingesetzt.
Es ist weiterhin ein wichtiges Zwischenprodukt in der chemischen Industrie, zum Beispiel bei der Herstellung von Polyesterharzen. Verwendung findet Triethylenglycol neben Cyclodextrin-Derivaten auch als Geruchsneutralisierer. Außerdem wirkt Triglycol raumlufttrocknend und zugleich bakterienhemmend, da durch die dehydratisierende Eigenschaft Bakterien, die mit TEG in der Luft in Kontakt kommen, austrocknen und sterben. In Krankenhäusern wird mit Triglycol die Raumluft desinfiziert. Die in diesem Fall verwendete Dosierung ist um einiges höher als in den im Handel angebotenen Aerosolsprays für den Haushalt.
TEG findet auch in Bremssystemen und Hydrauliksystemen Verwendung. TEG wird außerdem genutzt zur Entfeuchtung und Trocknung von Erdgas, bzw. zur Einstellung von dessen Wassertaupunkt.
Teilweise wird Triethylenglycol auch als Inhaltsstoff von Nebelfluiden genannt.
Die deutsche und die Schweizer Tabakverordnung erlauben die Verwendung von Triethylenglycol als Feuchthaltemittel in Tabakprodukten. Triethylenglycol ist neben Propylenglycol im Gegensatz zu Ethylenglycol und Diethylenglycol nicht als gefährlicher Stoff eingestuft.
Triethylenglycol wird auch als Frostschutzmittel in Solaranlagen eingesetzt.